# Detlev Peukert
Detlev Peukert (20 de setembro de 1950 em Gütersloh - 17 de maio de 1990 em Hamburgo) foi um historiador alemão, conhecido por seus estudos sobre a relação entre o que ele chamou de "espírito da ciência" e o Holocausto e na história social e a República de Weimar. Peukert ensinou história moderna na Universidade de Essen e atuou como diretor do Instituto de Pesquisa para a História do Período Nazista. Peukert foi membro do Partido Comunista Alemão até 1978, quando ingressou no Partido Social-Democrata da Alemanha. Um historiador politicamente engajado, Peukert era conhecido por sua visão não convencional da história alemã moderna e, em um obituário, o historiador britânico Richard Bessel escreveu que foi uma grande perda que Peukert tenha morrido aos 39 anos como resultado da AIDS.

## Trabalhos
- Ruhrarbeiter gegen den Faschismus Dokumentation über den Widerstand im Ruhrgebeit 1933–1945, Frankfurt am Main, 1976.
- Die Reihen fast geschlossen: Beiträge zur Geschichte des Alltags unterm Nationalsozialismus co-editado com Jürgen Reulecke & Adelheid Gräfin zu Castell Rudenhausen, Wuppertal : Hammer, 1981.
- Volksgenossen und Gemeinschaftsfremde: Anpassung, Ausmerze und Aufbegehren unter dem Nationalsozialismus Cologne: Bund Verlag, 1982, traduzido para o inglês por Richard Deveson as Inside Nazi Germany: Conformity, Opposition and Racism in Everyday Life Londres : Batsford, 1987 ISBN 0-7134-5217-X.
- Die Weimarer Republik : Krisenjahre der Klassischen Moderne, Frankfurt am Main : Suhrkamp Verlag, 1987 traduzido para o inglês como The Weimar Republic : the Crisis of Classical Modernity, Nova York : Hill and Wang, 1992 ISBN 0-8090-9674-9.
- “The Genesis of the `Final Solution’ from the Spirit of Science” pag. 234-252 em Reevaluating the Third Reich ed. por Thomas Childers and Jane Caplan, Nova York: Holmes & Meier, 1994 ISBN 0-8419-1178-9.  O original alemão foi publicado como "Die Genesis der 'Endloesung' aus dem Geist der Wissenschaft," in Max Webers Diagnose der Moderne, ed. por Detlev Peukert (Goettingen: Vandenhoeck & Ruprecht, 1989), pag. 102-21, ISBN 3-525-33562-8.